# بطولة العالم للدراجات على المضمار 1934
بطولة العالم للدراجات على المضمار 1934 هي الدورة ال37 من بطولة العالم للدراجات على المضمار، أجريت في لايبزيغ، ألمانيا.

## النتائج النهائية
| المسابقة                              | ذهبية              | فضية              | برونزية                  |
| ------------------------------------- | ------------------ | ----------------- | ------------------------ |
| السرعة الفردية                        | Jef Scherens (BEL) | ألبرت ريختر (GER) | Loius Gerardin (FRA)     |
| سباق مطاردة الدراجة النارية للمحترفين | Erich Metze (GER)  | Paul Krewer (GER) | Eduardo Severgnini (ITA) |